# Pijlinktvissen
Pijlinktvissen is de informele naam voor een grote, diverse groep mariene weekdieren die samen geen taxonomische eenheid vormen. Voorheen werden ze ondergebracht in de inmiddels niet langer geaccepteerde orde Teuthida. Tegenwoordig worden ze geplaatst in de orden Myopsida en Oegopsida, die samen geen clade vormen, en waarvan ook niet alle vertegenwoordigers pijlinktvissen zijn.

## Kenmerken

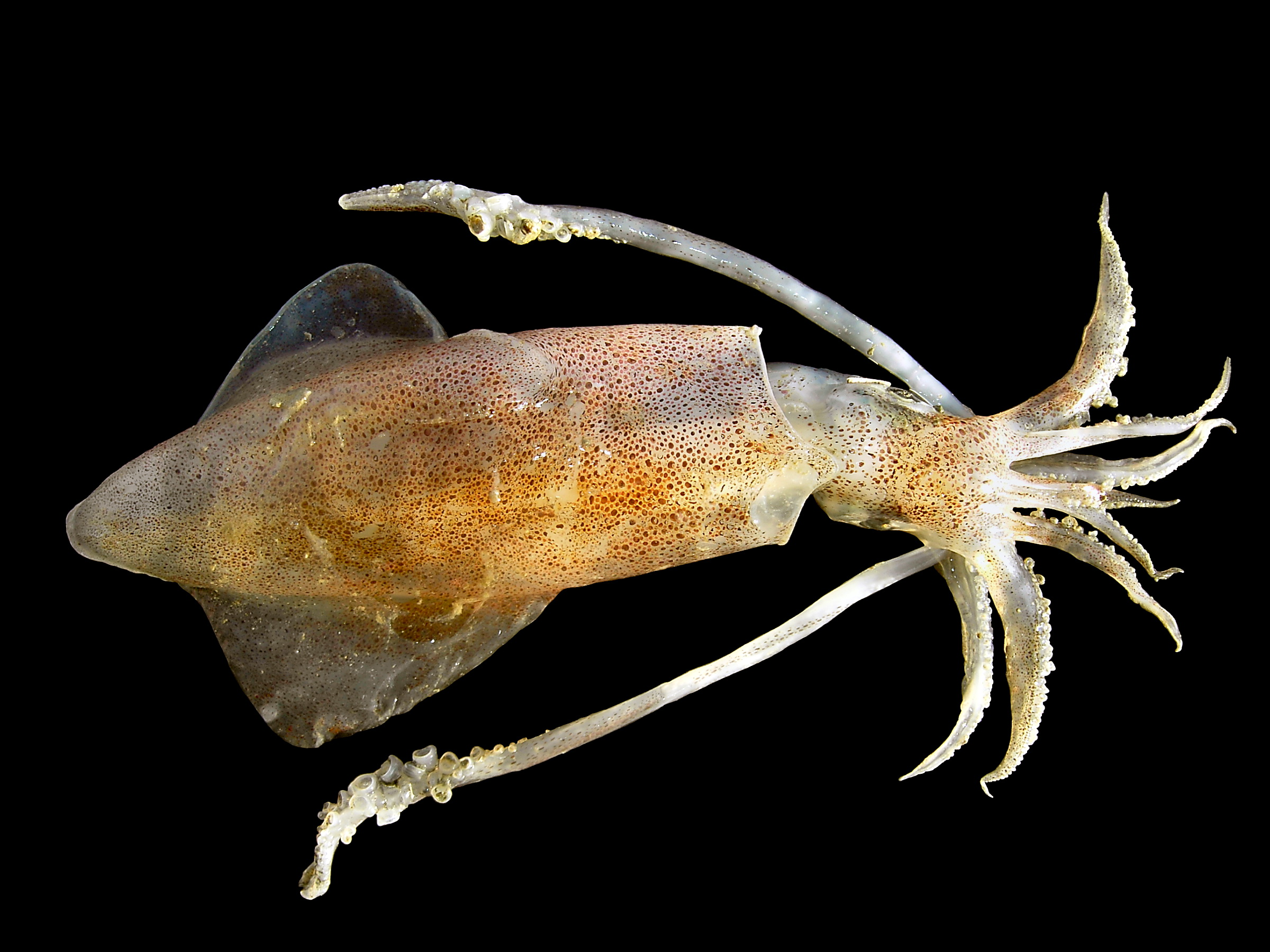
De acht gewone en twee vangtentakels van een gewone pijlinktvis (Loligo vulgaris) zijn hier goed te zien

Pijlinktvissen danken hun naam aan hun uiterlijk. Ze hebben een langwerpige, cilindrische mantel, met aan het achterste uiteinde twee zijwaarts gerichte vinnen, waardoor ze een 'pijlvorm' hebben. Bij sommige soorten lopen de vinnen door tot aan de voorkant van de mantel. Ze zijn tweezijdig symmetrisch, en hebben een duidelijk ontwikkelde kop met twee ogen. Aan de voorkant van de kop, rondom de mond, dragen ze tien met zuignappen bezette tentakels. Acht daarvan zijn gewone armen, twee zijn langere vangtentakels. De schelp is gereduceerd tot een enkele vlakke chitineuze plaat, die in de bovenzijde van de zachte gespierde mantel is ingebed. De voet is gespecialiseerd en heeft de vorm van een sifon, waarmee ze volgens het principe van de straalaandrijving kunnen bewegen. Een pijlinktvis heeft twee kieuwen en een uitgebreid gesloten vaatstelsel dat uit een systemisch hart en twee kieuwharten bestaat.
Pijlinktvissen bewegen zich doorgaans voort met gebruik van de twee zijvinnen, waarmee ze zowel vooruit als achteruit kunnen zwemmen. Voor hoge snelheid gebruiken ze de sifon, waarmee ze uitsluitend achteruit kunnen wegschieten, dat wil zeggen met de armen achteraan. Deze manier van voortbewegen wordt vooral gebruikt om aan predatoren te ontsnappen.
De kleinste soorten pijlinktvissen hebben als volwassen dier een mantellengte van minder dan 10 mm. De meeste soorten hebben een mantellengte van tussen de 20 en 40 cm, bij een massa van 100 gram tot 2 kilogram, maar de reuzeninktvis (Architeuthis dux) en de kolossale inktvis (Mesonychoteuthis hamiltoni) kunnen veel groter worden, met een mantellengte van meer dan twee meter, een totale lengte van ruim meer dan 10 meter als de vangtentakels worden meegerekend, en een massa van meer dan 500 kilogram. Hiermee zijn dit de grootste ongewervelde dieren ter wereld.
Traditioneel worden de reuzeninktvissen afgebeeld als levensgevaarlijke monsters maar dit beeld is achterhaald.

## Vertegenwoordigers in de Noordzee
Pijlinktvissen komen voor in alle zeeën en oceanen, met uitzondering van de Zwarte Zee. In de Noordzee komen drie soorten vrij algemeen voor; de gewone pijlinktvis (Loligo vulgaris), de noordse pijlinktvis (Loligo forbesii) en de dwergpijlinktvis (Alloteuthis subulata). Andere, minder algemene, soorten zijn de grote pijlinktvis (Todarodes sagittatus), de purperen pijlinktvis (Ommastrephes bartramii), de slanke pijlinktvis (Illex coindetii)  en de Ierse pijlinktvis (Todaropsis eblanae).